# Перемога (Харків)
Перемо́га — село на території Харкова. Це поселення у 2012 році приєднали до складу міста, але саме село юридично досі не зняте з обліку. Населення становить 199 осіб.

## Географія
Перемога розміщена на лівому березі річки Немишля, вище за течією на відстані 1,5 км розташоні Бражники, нижче за течією примикає місто Харків, на протилежному березі — Кулиничі.

## Історія
6 вересня 2012 року Верховна Рада України прийняла постанову «Про зміну і встановлення меж міста Харків, Дергачівського і Харківського районів Харківської області», згідно з якою територія селища була включена в межі міста Харкова.
5 березня 2013 року Харківська обласна рада ухвалила рішення про виключення селища з облікових даних. Але Верховна Рада ці зміни досі не затвердила.